# Мюнхвальд
Мюнхвальд (нім. Münchwald) — громада в Німеччині, розташована в землі Рейнланд-Пфальц. Входить до складу району Бад-Кройцнах. Складова частина об'єднання громад Рюдесгайм.
Площа — 1,46 км2. Населення становить 287 ос. (станом на 31 грудня 2020).